# Frank Jarvis
Frank Washington Jarvis (ur. 31 sierpnia 1878 w Californii, zm. 2 czerwca 1933 w Sewickley) – amerykański lekkoatleta, sprinter.

## Przebieg kariery
Był jednym z faworytów biegu na 100 metrów podczas igrzysk olimpijskich w 1900 w Paryżu po tym, jak zdobył mistrzostwo USA w biegu na 100 metrów w 1898, lecz głównym kandydatem do zwycięstwa był inny Amerykanin Arthur Duffey, który na tydzień przed Igrzyskami zdobył mistrzostwo Wielkiej Brytanii pokonując m.in. Jarvisa.
W eliminacjach Jarvis, a także Amerykanin Walter Tewksbury wyrównali rekord świata na 100 m wynikiem 10,8 s. Jarvis, Tewksbury i Duffey (a także Stanley Rowley z Australii) weszli do finału. W biegu finałowym do połowy dystansu wszyscy Amerykanie biegli równo, potem na czoło wysforował się Duffey, ale naciągnął mięsień, wywrócił się i nie ukończył biegu. Jarvis wygrał w czasie 11,0 s.
Na tych samych Igrzyskach startował w trójskoku i trójskoku z miejsca, ale bez sukcesów.
Ukończył prawo na University of Pittsburgh i praktykował w Pittsburghu. Był potomkiem George’a Washingtona.

## Rekordy życiowe
źródło:
- 100 y – 9,8 s. (1899)
- 100 m – 10,8 s. (1900)
- 220 y – 22,2 s. (1900)